# Иоанн (Зайцев)
Архиепископ Ио́анн За́йцев (род. 10 января 1957, Чувашская АССР) — архиерей РПЦЗ(А), архиепископ Буинский и Волжский (с 2008), временный управляющий Вологодской и Великоустюжской епархией (с 2024).

## Биография
Родился 10 января 1957 года в Чувашской АССР. Согласно официальной биографии, «крещён и окормлялся в ИПЦ». С пятнадцати лет пребывал на послушании у катакомбного епископа Варсонофия (Яковлева).
Окончил техникум железнодорожного транспорта. Два года отслужил в армии. В организациях железнодорожного транспорта проработал двадцать лет.
В 1994 году, на Сретение, епископом Варсонофием рукоположен в сан диакона, на следующий день — в сан священника. После смерти своего правящего архиерея, был старшим священником в этом катакомбном течении. В праздник Покрова Божией Матери, на Соборе ИПЦ, был хиротонисан в сан епископа.
3 сентября 2008 года вместе с епископом Афанасием (Савицким), священником Александром Липиным и игуменьей Серафимой посетил заседание Временного высшего церковного управления РПЦЗ(А), на котором они рассказали о своей экклесиологии, представили документы и выразили желание присоединиться к РПЦЗ(А) на правах автономии. 4 сентября ВВЦУ РПЦЗ(А) утвердил «Акт воссоединения епископов Катакомбной Православной Церкви с РПЦЗ» и постановил «принять в лоно РПЦЗ архиеп. Иоанна Зайцева в сане епископа и еп. Афанасия Савицкого с их паствой, предварительно совершив над ними хиротесии» и назначил Иоанну титул «Буинский и Волжский», определив границы управляемой им епархии: республики Татарстан, Марий Эл, Чувашия и Ульяновская область.
6 сентября 2008 года в Михайловском храме в Одессе состоялось перерукоположение Иоанна (Зайцева) во епископа Вологодского и Великоустюжского, которое совершили Агафангел (Пашковский), Софроний (Мусиенко) и Георгий (Кравченко). На следующий день аналогичным образом был перерукоположен и епископ Афанасий (Савицкий). При этом данное действие было названо «хиротесией», хотя совершалось в алтаре при возложении рук «епископов» РПЦЗ(Аг) и прочтении молитв на поставление епископа из чина архиерейской хиротонии.
21 февраля 2024 года назначен временным управляющим Вологодской епархии РПЦЗ(А). Подал прошение о назначении епископа Филарета (Липин) правящим архиереем Вологодской епархии РПЦЗ(А). 7 мая 2025 года Совещанием архиереев РПЦЗ(А), с правами Архиерейского собора освобождён от управления епархией.